# Paul Quaye
Paul Quaye (* 16. září 1995, Accra) je ghanský fotbalový záložník, od července 2016 působící v klubu FK Senica. V zahraničí působil na klubové úrovni v Kataru a ve Španělsku.

## Klubová kariéra
Svoji fotbalovou kariéru začal v Aspire Academy sídlící v Kataru. Následně zamířil do Španělska. Upsal se týmu RCD Espanyol, kde nastupoval za mládež, rezervu i A-tým. Před sezonou 2014/15 Espanyol opustil a hrál rok za B-mužstvo Málaga CF. V létě 2015 přestoupil do klubu Elche CF, kde taktéž nastupoval v dresu rezervy.

### FK Senica
Před ročníkem 2016/17 se domluvil na smlouvě se slovenským týmem FK Senica.

#### Sezóna 2016/17
V dresu Senice debutoval 17. července 2016 v ligovém utkání 1. kola proti ŠK Slovan Bratislava (prohra 0:1), odehrál celý zápas.